# Druga Crnogorska Liga 2016/17
Die Druga Crnogorska Liga 2016/17 war die elfte Spielzeit der zweithöchsten montenegrinischen Fußballliga. Die Saison begann am 14. August 2016 und endete am 27. Mai 2017.

## Modus
FK Grafičar Podgorica war nach absolvierten 13 Spielen zweimal in Folge nicht angetreten. Das Team wurde daraufhin vom FSCG suspendiert. Die bisher erzielten Ergebnisse wurden annulliert. Die verbliebenen elf Mannschaften traten in je drei Runden gegeneinander an.
Der Tabellenerste stieg direkt in die Prva Crnogorska Liga 2017/18 auf, während der Zweite und Dritte über die Relegationsspiele aufsteigen konnte. Neben dem FK Grafičar Podgorica stiegen die Mannschaften auf den Plätzen 10 und 11 in die Treća Crnogorska Liga ab.

## Vereine
| Verein                   | Stadt     | Stadion                 | Kapazität |
| ------------------------ | --------- | ----------------------- | --------- |
| FK KOM Podgorica         | Podgorica | Stadion Zlatika         | 3.500     |
| FK Bratstvo Cijevna      | Podgorica | Stadion Cijevna         | 0200      |
| FK Mornar Bar            | Bar       | Stadion Topolica        | 5.000     |
| FK Radnički Berane       | Berane    | Gradski Stadion         | 10.0000   |
| FK Berane                | Berane    | Gradski Stadion         | 10.0000   |
| FK Čelik Nikšić          | Nikšić    | Stadion Čelika          | 5.000     |
| FK Cetinje               | Cetinje   | Stadion Obilića Poljuna | 5.000     |
| FK Jezero Plav           | Plav      | Stadion Pod Racinom     | 5.000     |
| FK Igalo 1929            | Igalo     | Stadion Solila          | 1.600     |
| FK Ibar Rožaje           | Rožaje    | Bandžovo Brdo           | 4.000     |
| FK Otrant-Olympic Ulcinj | Ulcinj    | Stadion Ulcinj          | 1.500     |

## Abschlusstabelle
| Pl. | Verein                         | Sp. | S  | U  | N  | Tore    | Diff. | Punkte |
| --- | ------------------------------ | --- | -- | -- | -- | ------- | ----- | ------ |
| 1.  | FK KOM Podgorica               | 30  | 18 | 8  | 4  | 067:210 | +46   | 62     |
| 2.  | FK Ibar Rožaje                 | 30  | 18 | 6  | 6  | 042:160 | +26   | 60     |
| 3.  | FK Otrant-Olympic Ulcinj (N) 1 | 30  | 15 | 7  | 8  | 032:220 | +10   | 51     |
| 4.  | FK Mornar Bar (A)              | 30  | 13 | 10 | 7  | 037:210 | +16   | 49     |
| 5.  | FK Jezero Plav                 | 30  | 12 | 8  | 10 | 034:260 | +8    | 44     |
| 6.  | FK Berane 2                    | 30  | 12 | 8  | 10 | 046:430 | +3    | 41     |
| 7.  | FK Cetinje                     | 30  | 11 | 6  | 13 | 027:350 | −8    | 39     |
| 8.  | FK Igalo 1929                  | 30  | 10 | 4  | 16 | 030:430 | −13   | 34     |
| 9.  | FK Čelik Nikšić (N) 3          | 30  | 9  | 4  | 17 | 026:470 | −21   | 27     |
| 10. | FK Radnički Berane             | 30  | 6  | 6  | 18 | 031:680 | −37   | 24     |
| 11. | FK Bratstvo Cijevna            | 30  | 4  | 7  | 19 | 027:570 | −30   | 19     |

Platzierungskriterien: 1. Punkte – 2. Direkter Vergleich (Punkte, Tordifferenz, geschossene Tore) – 3. Tordifferenz – 4. geschossene Tore

| (A) | Absteiger aus der Prva Crnogorska Liga 2015/16   |
| (N) | Aufsteiger aus der Treća Crnogorska Liga 2015/16 |

## Relegation
Die Spiele fanden am 31. Mai und 4. Juni 2017 statt.
|                          | Gesamt |                   | Hinspiel | Rückspiel |
| ------------------------ | ------ | ----------------- | -------- | --------- |
| OFK Petrovac             | 5:1    | FK Ibar Rožaje    | 4:0      | 1:1       |
| FK Otrant-Olympic Ulcinj | 1:3    | FK Rudar Pljevlja | 1:0      | 0:3       |

Alle Vereine blieben in ihren jeweiligen Ligen.